# Yuki Fukaya
Yuki Fukaya (født 1. august 1982) er en japansk fodboldspiller.
Han har spillet for flere forskellige klubber i sin karriere, herunder Oita Trinita, Omiya Ardija, FC Gifu og Ehime FC.